# Irène Hajos
Irène Hajos (1922-2014) est une survivante d'Auschwitz. Son histoire a été publiée dans Irène Hajos : Le témoignage d'une juive hongroise en 2006.

## Biographie

### Naissance et vie avant guerre
Irène Hajos est née le 09 mai 1922, à Nagykanizsa en Hongrie sous le nom d'Irène Kluger. Elle est issue d'une famille juive assimilée. Son père est un entrepreneur très apprécié. Elle part à Budapest pour travailler dans la haute couture. Elle ne se soucie pas de politique et sa famille n'est pas pratiquante.

### Pendant la Seconde Guerre mondiale
Pendant la Seconde Guerre mondiale, en mars 1944, les Allemands envahissent la Hongrie. Les juifs doivent alors porter l'étoile jaune, subissent la confiscation de leurs biens, le ghetto, le pillage, etc.
Irène est déportée à Auschwitz le 2 mai 1944. Sa tante et sa mère sont gazées à leur arrivée. Irène quant à elle survit à la sélection, tout comme son père et son frère, et est affectée à une usine d'armement. C'est cette usine qui fournit les grenades aux révoltés du Sonderkommando en octobre 1944. Quatre de ses camarades sont pendues en représailles. Irène, blessée au travail, est alors à l'infirmerie. Sa voisine de lit partage avec elle le pain qu'elle s'est procuré, ce qui lui permet de ne pas mourir de faim.
Irène doit entreprendre une de ces terribles marches de la mort en janvier 1945. Avant le départ, Irène se blesse au pied. Elle marche pieds nus dans la neige dans un froid glacial. Elle se retrouve à Ravensbrück puis Neustadt-Glewe. Apprenant l’arrivée des Russes, les nazis prennent la fuite et abandonnent les juifs dans une grange. Irène Hajos a peur des Russes. Elle se fait passer pour tchèque.

### Retour en Hongrie puis départ vers la France
Après la guerre, Irène Hajos retourne en Hongrie en 1945, et découvre que sa maison a été dévastée et pillée par les voisins. Son père, sa mère et ses frères sont morts. Quand elle demande à récupérer ses biens, elle est arrêtée. En 1946, elle se marie et réussit à émigrer de Hongrie en France.

### Témoignage
Pendant cinquante ans, Irène Hajos garde le silence et ne dit pas un mot de ce qu'elle a vécu pendant la Seconde Guerre mondiale, ni à son époux ni à ses enfants. Puis une rencontre imprévue fait basculer sa vie : elle commence alors à témoigner dans les établissements scolaires. Chantal Gerbaud, ancienne professeure d'histoire-géographie devenue chef d'établissement recueille son témoignage et écrit le récit de sa vie. Dans ce témoignage, Irène Hajos évoque non seulement son séjour à Auschwitz, mais également toute la période qui a suivi et qui est marquée par une très lente reconstruction de sa personnalité.
Irène Hajos est morte le 16 février 2014 à l'âge de 91 ans.

## Œuvre
- Irène Hajos : le témoignage d'une juive hongroise, Syros, 2006 par Chantal Gerbaud